# بیدستان (تربت جام)
 بیدستان ، روستایی است از توابع بخش نصرآباد و در شهرستان تربت جام استان خراسان رضوی ایران.
محصولات
در این روستا میوه هاوغلات مختلفی کشت می‌شود ازجمله:هندوانه انگور گردو بادام گیلاس نخود جو وگندم

## جمعیت
این روستا در دهستان بالاجام قرار داشته و بر اساس سرشماری سال ۱۳۸۵ جمعیت آن (۲۶خانوار) ۱۲۴نفر 
بوده است.

## منبع
1. ↑  «درگاه ملی آمار». بایگانی‌شده از اصلی در ۸ اکتبر ۲۰۰۷. دریافت‌شده در ۱۳ ژوئیه ۲۰۰۸.